# Paracoccus mexicanus
Paracoccus mexicanus är en insektsart som beskrevs av Ezzat och Mcconnell 1956. Paracoccus mexicanus ingår i släktet Paracoccus och familjen ullsköldlöss. Inga underarter finns listade i Catalogue of Life.